# Śluza Czyżkówko
 Śluza Czyżkówko – śluza na Kanale Bydgoskim w Bydgoszczy.

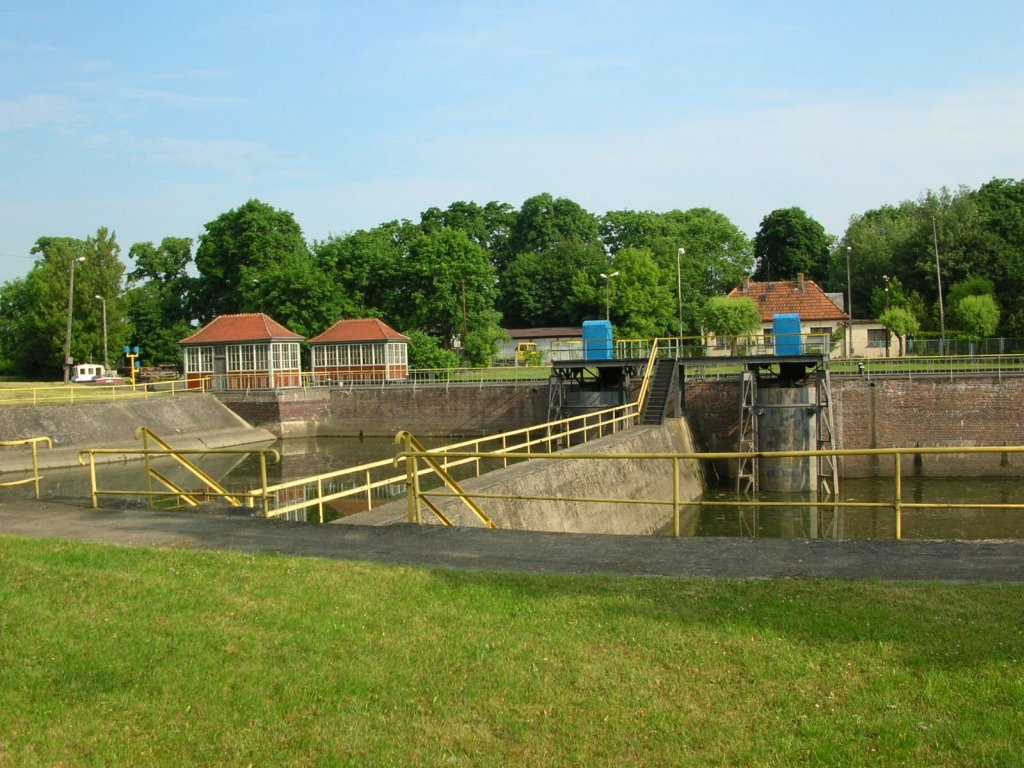
Zbiorniki oszczędnościowe

Stanowi jedną z budowli hydrotechnicznych Kanału Bydgoskiego, zarządzaną przez Regionalny Zarząd Gospodarki Wodnej w Bydgoszczy, Zarząd Zlewni w Inowrocławiu. Jest to śluza nr 4 drogi wodnej Wisła-Odra, która jest elementem międzynarodowej drogi wodnej E-70.

## Lokalizacja
Śluza znajduje się przy ul. Mińskiej na osiedlu Flisy w Bydgoszczy.

## Historia
Śluza została oddana do użytku w 1915 r. podczas przebudowy Kanału Bydgoskiego. Oddano wówczas do użytku nowy dwukilometrowy odcinek Kanału, podczas gdy odcinek stary o długości 3,5 km (z pięcioma śluzami) wyłączono z użytku przekształcając go w park.
W 2005 r. śluzę Czyżkówko wraz z budynkami towarzyszącymi wpisano do rejestru zabytków województwa kujawsko-pomorskiego.

## Charakterystyka
Jest to śluza betonowa II klasy z okładziną ceglaną. W skład obiektu wchodzą: śluza żeglugowa i dwa zbiorniki oszczędnościowe.
Jej parametry spełniają wymogi II klasy według klasyfikacji śródlądowych dróg wodnych. Posiada zamknięcia górne w postaci klapy stalowej oraz dolne wrota wsporne, stalowe dwuskrzydłowe. Napęd śluzy jest elektryczny i awaryjny ręczny. Praktyczny czas śluzowania wynosi 20 minut. Napełnianie śluzy odbywa się poprzez galerie biegnące wzdłuż budowli, obustronnie w ścianach bocznych. Dwa zbiorniki oszczędnościowe o pojemności 9 tys. m3 są wykorzystywane w celu zmniejszenia ilości wody potrzebnej do śluzowania i dodatkowo umożliwiają jej wielokrotne użycie. Śluza posiada dodatkowe urządzenia do przepuszczania wody.
Na zamknięciach śluzy znajdują się dwa przejścia technologiczne o szerokości 1 m i długości 9,6 m. Kładka na głowie górnej w czasie śluzowana chowa się pod wodę, natomiast kładka na głowie dolnej razem ze skrzydłami wrót rozchyla się na boki.

## Poziomy
Śluza umożliwia podniesienie jednostek o 7,52 m; od 43,46 do 50,98 m n.p.m.